# Теория баланса угроз
Теория баланса угроз (англ. Balance of Threat Theory) — неореалистическая теория, впервые изложенная американским исследователем Стивеном Уолтом в статье «Формирование альянсов и баланс сил в мире» (1985 г.) и впоследствии проработанная в его книге «Происхождение альянсов» (1987 г.), раскрывающая значение фактора угроз во взаимодействии государств и заключении союзов между ними. Теория баланса угроз является развитием теории баланса сил в международных отношениях. 

## Основные положения
Теория баланса угроз С. Уолта основывается на реалистической теории баланса сил, согласно которой безопасность государства достигается в том случае, если ни одно государство не обладает возможностями, позволяющими ему осуществлять доминирование над остальными государствами.

### Неореалистическая база
Теория С. Уолта построена на базе структурного реализма Кеннета Уолтца. Основными постулатами теории баланса угроз, позаимствованными у него, являются следующие положения:
1. Международная система анархична, т.е. не существует верховной власти, устанавливающей "правила игры".
2. Действия государств обуславливаются стремлением, в первую очередь, выжить и укрепить собственные позиции на мировой арене.
3. Для достижения данных целей государства заключают союзы с другими государствами.
4. Создавая альянсы, государства придерживаются стратегии балансирования (англ. balancing) или примыкания (англ. bandwagoning ). Данные стратегии противопоставляются друг другу. [1]

### Добавления к структурному реализму К. Уолтца
Согласно теории баланса угроз, возникновение перед лицом государства угроз является главным мотивом заключения союзов. При выборе потенциального союзника государства придерживаются двух стратегий: балансирования и примыкания.
Балансирование (англ. balancing) — объединение в союзы с целью защиты от государства или коалиции, располагающей более внушительными ресурсами. По мнению С. Уолта, балансирование является наиболее часто используемой стратегией. Государства охотнее прибегают к балансированию по следующим причинам: 
1. Государство рискует своим существованием, если гегемона не удастся сдержать до того как он станет слишком могущественным.
2. Сотрудничество с гегемоном строится на благосклонности последнего и представляется ненадежным.
3. Сотрудничество с более слабыми государствами, нуждающимися в союзниках, способствует усилению влияния государства.

Примыкание (англ. bandwagoning) в интерпретации С. Уолта, — это сотрудничество с державой, представляющей основную опасность. Примыкание в международных отношениях —  исключительный случай. Это происходит, если государство уязвимо и его потенциал невелик, а также в том случае, если потенциальный союзник отсутствует.
С. Уолт отмечает, что с неореалистической точки зрения, поведение государств определяется распределением сил в международной системе, т.е. балансом сил, и признает важность данного фактора в рамках своей теории, поскольку возможная угроза со стороны государства определяется в т.ч. его материальными возможностями. Однако Уолт также предлагает выделить еще три переменные, оказывающие влияние на поведение государства, а именно:
1. Географическая близость угрозы. Государства охотнее объединяются против угрозы, находящейся в непосредственной близости, поскольку с увеличением дистанции уменьшается возможность представлять угрозу.
2. Наступательный потенциал. Военная мощь государства, в одном случае может подтолкнуть другие государства к союзу против него, а в другом — если очевидно, что государство способно на практически моментальное завоевание — к примыканию.
3. Наступательные намерения.  Захватнические намерения государства ведут к формированию союза против него.[4]

С. Уолт подчеркивает, что природа альянсов заключается в противодействии не наиболее сильному, а наиболее опасному игроку. Опасность, в свою очередь, измеряется не только в терминах мощи государства.

## Применение теории
Теория баланса угроз объясняет формирование США мощной системы коалиций в эпоху холодной войны. СССР обладал внушительными показателями, отражающими общую мощь, находился в сравнительной близости к ряду союзных США государств, имел серьезный наступательный потенциал и заявлял о ревизионистских намерениях. США, в свою очередь, обгоняли Советский Союз по первому показателю, но отдаленное географическое положение в значительной мере снижало возможность покушения на суверенитет союзников со стороны США, что делало их более желательным партнером.
С помощью теории баланса угроз также можно объяснить возникновение ССАГПЗ, задачей которого, помимо экономического сотрудничества, было и обеспечение безопасности стран-членов на фоне возрастающей угрозы со стороны Ирана, находящегося в непосредственной географической близости и имеющего агрессивные намерения, что, в соответствии с теорией С. Уолта, способствовало формированию данного объединения. 

## Критика теории
Американский политолог, представитель неолиберальной школы Роберт Кеохейн, в целом соглашаясь с тезисом С. Уолта о важности фактора угроз при объяснении поведения государств, подчеркивает, что данная теория основывается на большом массиве информации об объективных показателях государств, а также об их восприятии друг другом, т.е. на эмпирическом материале, что снижает ее значимость в теоретическом плане. Кроме того, Кеохейн указывает на то, что С. Уолт в большей степени концентрируется на повторном изложении существующих наработок неореалистической школы международных отношений, нежели предоставляет концептуально новые разъяснения.

Роберт Кауфман отмечает, что неореализм в целом и теория С. Уолта в частности излишне ограничивают круг факторов, влияющих на принятие государством решений. Поведение в области заключения союзов, по мнению исследователя, не может быть полностью обусловлено состоянием международной системы и стоящими перед государством внешними угрозами, поэтому необходимо также учитывать внутренние процессы и фактор личности в политике.

Эрик Лэбс говорит об эффективности применения теории баланса угроз для объяснения поведения  малых и слабых государств в условиях противостояния двух сильных держав, однако подчеркивает необходимость доработки теории С. Уолта при объяснении выбора стратегии малыми государствами, испытывающими угрозу со стороны сильной державы. 
Рэндалл Швеллер также отмечает, что определение "bandwagoning", данное Уолтом, скорее отражает "стратегическую капитуляцию", не соответствует традиционному пониманию данного термина, а также не учитывает основной мотив данной стратегии, а именно получение выгод от сотрудничества с победителем. 